# Södermanland
Södermanland (oder Sörmland, abgekürzt Sml) ist eine schwedische Landschaft südlich von Stockholm im Osten Schwedens. Wichtige Städte sind: Nyköping (Hauptstadt von Södermanlands län), Eskilstuna, Torshälla, Södertälje, Nynäshamn, Huddinge, Katrineholm, Flen, Trosa, Strängnäs, Mariefred, Gnesta und Vingåker. Södermanland umfasst auch Teile der schwedischen Hauptstadt Stockholm.
Der Name der Provinz bezieht sich auf deren Lage südlich des Sees Mälaren.

## Geographie
Die historische Provinz wird im Norden vom See Mälaren und größeren Buchten der Ostsee begrenzt. Im Osten grenzt sie an die Ostsee und im Süden an die Bucht Bråviken und die Provinz Östergötland. Im Westen schließen der See Hjälmaren, die Provinz Närke und die Provinz Västmanland an.
Södermanland ist ein Flachland, das nirgendwo mehr als 200 Meter über dem Meer aufragt. Die Landschaft ist mit vielen bewaldeten Hügeln übersät, die über Senken aufragen, in denen sich Seen, Torfmoose oder lehmige Ebenen befinden. Die einzige größere Ebene Södermanlands liegt südlich des Sees Hjälmaren. Dieses typische Landschaftsbild wurde durch mehrere Verwerfungen und die Kraft der hiesigen Flüsse gebildet. Bei den Bruchzonen war es in der Regel so, dass sich der Bereich nördlich des Bruchs senkte, während der südliche Teil in gleicher Höhe verblieb. Manchmal entstanden auch Horste, wie im zentralen Bereich Södermanlands, mit den Seen Hjälmaren und Mälaren auf der einen Seite und der Ostsee auf der anderen Seite, wo der Bergrücken eine Wasserscheide bildet.
In der angrenzenden Ostsee befinden sich unzählige Inseln, die den südlichen Teil des Stockholmer Schärengartens bilden.

## Geschichte
Die ersten postglazialen Menschen siedelten hier wahrscheinlich während der Mittelsteinzeit. Aus dieser Zeit hat man einige Äxte gefunden. Die Einwanderung scheint von Östergötland und Närke aus erfolgt zu sein. Dabei wurden erst die höheren und mittleren Teile der Landschaft und später auch die Bereiche am See Mälaren und an der Ostsee besiedelt.
Reichlich Funde gibt es aus der jüngeren Steinzeit und auch die Bronzezeit ist Funden vertreten. Insgesamt hat man über 96.000 Objekte aus den genannten Epochen ausgegraben. Kulturelle Zentren der Bronzezeit lagen am See Yngaren westlich von Nyköping und in der heutigen Gemeinde Södertälje.
Zum Ende der Bronzezeit verschlechterte sich das Klima und deshalb sind vom Beginn der germanischen Eisenzeit wenige Funde bekannt. Größere Goldschätze konnten aus der Zeit um 500 n. Chr. gefunden werden. Dazu zählte auch der über 12 Kilogramm schwere Schatz, der 1774 beim Ort Tureholm in der Gemeinde Ekerö gefunden wurde. Dieser stellte den größten jemals in Schweden gemachten Goldfund dar.
Södermanland ist reich an Grabhügeln, Steinsetzungen und Burgruinen. Bei der Anzahl der Runensteinen wird es nur von Uppland übertroffen. Der älteste Stein, der Runenstein von Skåäng, befindet sich bei Vagnhärad und besitzt eine ältere Inschrift aus der Zeit um 500 n. Chr. und eine zusätzliche neuere Inschrift. Bedeutend ist auch der Ramsundritzung, die bezeugt, dass die Sigurd-Sage in Schweden bekannt war. Auf anderen Steinen wird über die Fahrten der Wikinger und über die dabei erbeuteten Schätze oder den ausgeführten Handel berichtet.

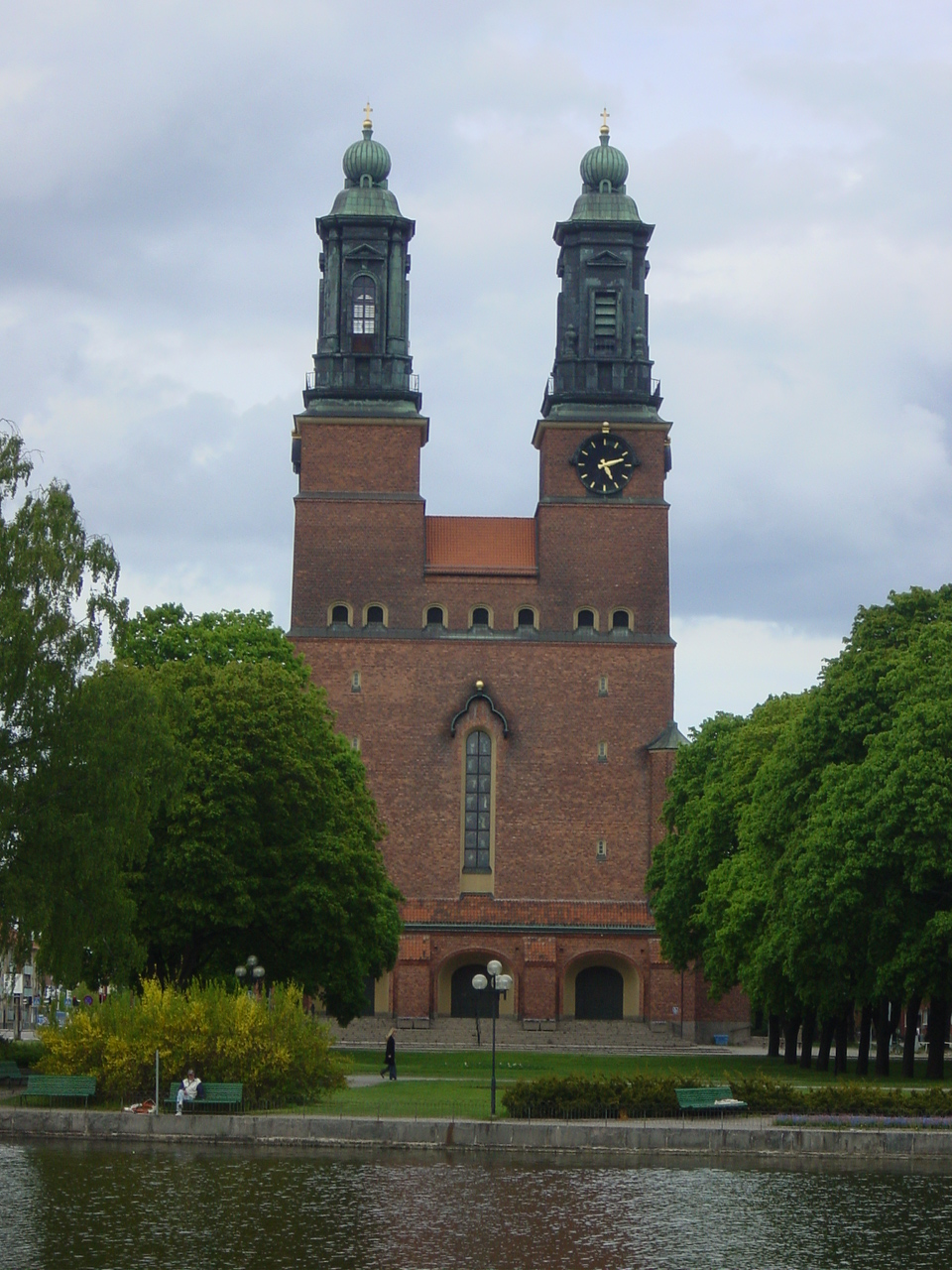
Klosterkirche in Eskilstuna

Die Missionare des Christentums konzentrierten sich zuerst auf den nordwestlichen Teil der Landschaft. Hier erfolgte die Einteilung in Socken etwa zur Mitte des 11. Jahrhunderts. Bekannt geworden ist der Mönch Eskil der im Ort Tuna (heute: Eskilstuna) einen Bischofssitz einrichtete. Der Übergang zum Christentum erfolgte langsam und in Strängnäs wurden noch zum Ende des 14. Jahrhunderts Ting-Versammlungen abgehalten. Die Landschaft hatte ein eigenes Gesetz, Sudermanna lagbok, das 1327 festgelegt wurde. Als Handelsplätze und Festungsanlagen erlangten Södertälje, das schon von Adam von Bremen erwähnt wurde, und später vor allem Nyköping an Bedeutung.
Über die frühe politische Geschichte ist wenig bekannt. Aus den Aussagen in vorhandenen Sagen kann man schließen, dass verschiedene kleine Königreiche existiert haben. Genaueres ist erst für die Zeit der Folkunger bekannt. In dieser Epoche erhielten die Herzöge der Folkunger Södermanland als Lehen. Im 14. Jahrhundert gehörten große Gebiete Södermanlands dem Reichsrat Bo Jonsson aus dem Adelsgeschlecht der Grip. Dieser machte auch das Zeichen seines Geschlechts, den Greif, zum Landschaftswappen.

Karte von Södermanland mit den Städten der Region, 1868.

Die Kämpfe der Kalmarer Union wurden überwiegend in Södermanland ausgefochten. Karl VIII. wurde 1457 in Strängnäs von Christian I. überfallen und seines Titels beraubt, 1467 konnte Karl in einer Schlacht bei Julita Nahe Katrineholm seinen Thron zurückgewinnen, 1518 siegte Sten Sture der Jüngere bei Brännkyrka gegen Christian II. und schließlich wurde Gustav Wasa 1523 in Strängnäs zum König gewählt. Die Söhne Gustav Wasas förderten eine rasche Entwicklung der Landschaft. So wurden Schlösser um- und ausgebaut, sowie Handel, Bergbau, Landwirtschaft und andere Industriezweige gefördert. Im gesamten 17. Jahrhundert blieb Södermanland von Kriegen verschont und auch danach gab es nur noch einen einzigen feindlichen Überfall: 1719 fielen russische Truppen von der Ostsee her ein und brandschatzten mehrere Städte (z. B. Södertälje), Dörfer und Schlösser. Durch den schwedischen Sieg in der Seeschlacht bei der Bucht Baggensstäket nahe Saltsjöbaden wurden die Angreifer zurückgeschlagen, ehe sie Stockholm erreichten konnten.
Im April 2016 erhob König Carl XVI. Gustaf Prinz Alexander, den ersten Sohn von Prinz Carl Phillip und Prinzessin Sofia zum Herzog von Södermanland.

## Landschaftssymbole
- Blume: Weiße Seerose
- Tier/Vogel: Fischadler
- Fisch: Brachse

## Gemeinden in Södermanland
- Botkyrka, Hauptort: Tumba, Stockholms län
- Eskilstuna, Hauptort: Eskilstuna, Södermanlands län
- Flen, Hauptort: Flen, Södermanlands län
- Gnesta, Hauptort: Gnesta, Södermanlands län
- Haninge, Hauptort: Handen, Stockholms län
- Huddinge, Hauptort: Huddinge, Stockholms län
- Katrineholm Hauptort: Katrineholm, Södermanlands län
- Nacka, Hauptort: Nacka (Teil westlich von Skurusundet), Stockholms län
- Nykvarn, Hauptort: Nykvarn, Stockholms län
- Nyköping, Hauptort: Nyköping, Södermanlands län
- Nynäshamn, Hauptort: Nynäshamn, Stockholms län
- Oxelösund, Hauptort: Oxelösund, Södermanlands län
- Salem, Hauptorte: Rönninge und Salem, Stockholms län
- Stockholm, Hauptort: Stockholm (Teile südlich der Altstadt), Stockholms län
- Strängnäs, Hauptort: Strängnäs, Södermanlands län
- Södertälje, Hauptort: Södertälje, Stockholms län
- Trosa, Hauptort: Trosa, Södermanlands län
- Tyresö, Hauptort: Bollmora, Stockholms län
- Vingåker, Hauptort: Vingåker, Södermanlands län